# 同志雜誌
同志雜誌是一种有关同性恋主题的雜誌类型。

## 日本
《蔷薇族》、《SAMSON》是日本最具代表性的两款同志雜誌。其他比较知名的同志杂志有，《Adon》(1974年5月创刊)、《The Gay》(1974年11月创刊)、《The Ken》(1978年创刊)、《Badi》(1993年12月创刊)、《G-men》(1995年4月创刊)。
根据体型、年龄等不同特征，市面上有各类型主题的杂志可供读者们选择。《蔷薇族》和《Badi》是以年轻族群为中心的综合性杂志，《G-men》是野郎类型杂志，《SAMSON》是肥胖类型杂志，已停刊的《Sabu》是以20～30代生人为中心的野郎类型杂志，《Adon》是年轻、运动员类型杂志，《The Gay》是年轻、普通体型类型杂志。
但由于竞争杂志的不断增加，加上网络时代的来临，日本大部分的老字号同志杂志现在都已休刊。